# Fuente del Cisne (Madrid)

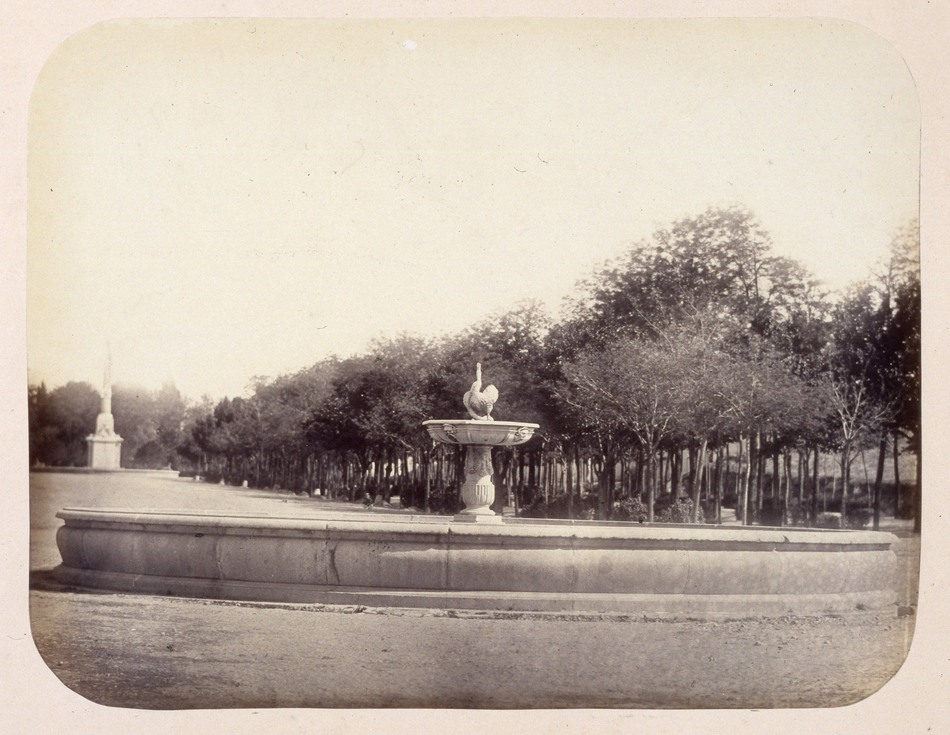
La fuente del Cisne en 1864, fotografiada por Alfonso Begué. Al fondo de la imagen, el obelisco de la Fuente Castellana, en el límite del primitivo paseo de la Castellana.

La fuente del Cisne fue una fuente ornamental de Madrid, que tuvo diversos emplazamientos. Recibió tal nombre por la escultura que coronaba su estructura, representando la agonía de un cisne estrangulado por una culebra, probablemente una recreación artística más del mito de Leda.

## Historia
Varios autores proponen que esta fuente estuvo originalmente instalada en el convento de San Felipe el Real, hasta que hacia mediados del siglo xix, al derribarse el inmueble, la fontana se puso en la avenida ajardinada del que fuera «paseo nuevo de las Delicias de la Princesa», (o también paseo de Isabel II y paseo de la Fuente Castellana) que más tarde se convertiría en el arranque del paseo de la Castellana, eje urbano de Madrid. Los mismos autores añaden que su autor fue José Tomás, escultor cordobés nacido en 1795, lo que hace difícil el origen conventual de la fuente, pues San Felipe el Real fue demolido en 1838 para ensanchar la calle Mayor.
El investigador Jesús Esetena lo explica diferenciando los distintos elementos de la fuente y su diferente origen y fecha de fabricación. Así, mientras el fuste de mascarones y la taza poligonal o pilón eran, efectivamente, restos conservados del desaparecido monasterio de San Felipe el Real que estuvo en la Puerta del Sol; el cisne y la serpiente que forman la escultura que coronaba la fuente, fueron obra posterior de José Tomás (1795-1848), quizá hacia 1825-1830. Dispersados, extraviados –o perdidos– los elementos que componían la primitiva fuente, si se conservó la escultura, que hacia 1868 ya aparece documentada en su nueva instalación de la plaza de Santa Ana, del lado de la calle del Príncipe, frente al Teatro Español. Otro investigador y cronista no oficial de la historia de Madrid, José Manuel Seseña, anota que la escultura del cisne y la serpiente ocupó en la plaza el lugar en el que por unos años estuvo la fuente de aguadores del Obelisco, fotografiada por Alfonso Begué en 1864. Mencionada y descrita por José Rincón Lazcano en su Historia de los monumentos de la Villa de Madrid (1909), el cisne y su serpiente asesina, aun encaramados en una breve base de rocalla, permanecían en la plaza, tras la reforma que en 1925 hizo Cecilio Rodríguez.

## Descripción
Además del pilón original y del cuerpo de la base del monumento, compuesto por una columna de breve fuste que sostiene una taza semiesférica que sirve de pila, corona el conjunto un grupo escultórico que representa a un cisne de plomo en la agonía de ser ahogado por una serpiente.